# Meámbar
Meámbar es un municipio del departamento de Comayagua en la República de Honduras.

## Toponimia
El origen del nombre dado al municipio, Meámbar, significa en lengua mesoamericana "Agua de las espigas y de las flores de caña de maíz".

## Límites
El municipio está ubicado en el noroeste del departamento de Comayagua 30 kilómetros al noreste de la ciudad de Siguatepeque.
| Orientación | Límite                                      |
| ----------- | ------------------------------------------- |
| Norte       | Municipio de Santa Cruz de Yojoa, Comayagua |
| Sur         | Municipio de El Rosario, Comayagua          |
| Este        | Municipio de La Libertad, Comayagua         |
| Este        | Municipio de Las Lajas, Comayagua           |
| Este        | Municipio de Ojos de Agua, Comayagua        |
| Oeste       | Municipio de Taulabé, Comayagua             |
| Oeste       | Municipio de Siguatepeque, Comayagua        |

También es cruzado por en medio por el Río Maragua y al oeste del centro esta la Montaña de Laguna Seca.

## Geografía
Entre sus principales rasgos geográficos se encuentran: Parte de la Represa Hidroeléctrica Francisco Morazán (más conocida como El Cajón) que ocupa gran parte del territorio ubicado al noreste del término municipal y cuya Cortina y maquinaria se encuentra en el municipio de Santa Cruz de Yojoa, en el departamento de Cortés. Además, al occidente del municipio se ubica el parque nacional Cerro Azul Meámbar, el cual colinda al occidente con el Lago de Yojoa.

## Flora y Fauna
Los bosques latifoliados y de hoja ancha abarcan aproximadamente el 80% del territorio, y dentro de su flora se destacan el pinus ocarpa, el pinus Caribea, el roble, el encino, el curtidor, el quebracho, el guanacaste, la ceiba, la caoba, el higuero, el laurel, el liquidámbar, entre otros árboles maderables. 

## Historia
La Historia de este municipio remonta a los tiempos del pequeño pueblo indígena Meámbar. Este fue encomendado a Alonso Contreras Oseguera, fue fundado en 1801.El poblado indígena de Meámbar se encontraba al este de la ubicación del actual sobre un promontorio localizado en la margen derecha del Río Piojo, lugar en el que aun hoy se pueden encontrar restos arqueológicos y montículos cubiertos por la vegetación. Es de hacer notar que la población indígena original se estableció en este sitio alrededor del año 1630, pero en 1801 Alonso Oseguera de Contreras dispuso crear un poblado en la margen oeste del Río Piojo, el cual fue elevado a la categoría de municipio ese mismo año. El municipio de Meámbar es famoso por poseer las campanas con sonido más melodioso del país y el mineral para su elaboración fue extraído de un pequeño yacimiento ubicado al oeste del pueblo en el lugar denominado Quebrada La Mina.
Durante la época colonial, Meámbar estaba ubicado en un punto geográfico estratégico, ya que al estar en el centro del país, la ruta entre la Zona Central y la Zona Norte cruzaba por este poblado por lo que en su tiempo fue un importante foco comercial al ser utilizado como punto de descanso para las personas que viajaban entre la Capital Comayagua y la zona portuaria del Atlántico. Según algunos registros municipales esta ruta fue utilizada con frecuencia durante las campañas del General Francisco Morazán Quezada. En la actualidad dicha ruta aun existe y se encuentra en un total estado de deterioro y relegada al olvido, tal como el resto del municipio, y solo es usada como carretera secundaria transitable en tiempo seco, ya que la Carretera Principal se desplazó 30 kilómetros al suroeste y cruza por la ciudad de Siguatepeque, quien ha venido a ocupar el lugar que antes ocupaba el municipio de Meámbar.
A unas cuatro millas al noroeste del municipio sobre el Río Maragua y entre las Aldeas de Potrerillos y Loma Alta se encuentra un bosque petrificado y un poco más al norte de allí en un lugar conocido como la tejera entre las aldeas de Loma Alta y Palmital se encuentran unas cuevas que contienen restos arqueológicos y petroglifos de poblaciones precolombinas pertenecientes a los Lencas.

## Economía
Entre los principales productos de Agricultura están los granos básicos, caña de azúcar, pepino, café, remolacha y achiote.
Entre la principal Ganadería en el municipio están los bovinos, equinos, porcinos y caballar. Además, la avicultura es un pilar fundamental en la economía municipal.

## Turismo

### Feria Patronal
La Feria Patronal se celebra el día 15 de agosto en honor al Santo Patrón San Benito.

## División Política
Aldeas: 25 (2013) 
Caseríos: 104 (2013) 
Meámbar contaba con exactamente 17 aldeas y 93 caseríos hasta el 2009. La cabecera municipal, Meámbar, se ubica al centro-sur del municipio, en la margen oeste del Río Piojo, el cual es un afluente del Río Maragua. 
| Código | Aldea                       |
| ------ | --------------------------- |
| 031001 | Meámbar                     |
| 031002 | Agua Caliente               |
| 031003 | Chichipate                  |
| 031004 | El Aguaje                   |
| 031005 | El Buen Pastor              |
| 031006 | El Cienegal N.º 1           |
| 031007 | El Palmital                 |
| 031008 | El Zapote                   |
| 031009 | Jicarito                    |
| 031010 | La Concepción               |
| 031011 | La Joya                     |
| 031012 | La Mesa                     |
| 031013 | La Pimienta                 |
| 031014 | Las Lajas                   |
| 031015 | Los Globos                  |
| 031016 | San José de los Planes      |
| 031017 | Matapalo                    |
| 031018 | Monte de Dios               |
| 031019 | Ojo de Agua                 |
| 031020 | Potrerillos                 |
| 031021 | Pueblo Nuevo                |
| 031022 | San Antonio de Buenos Aires |
| 031023 | San Isidro                  |
| 031024 | Santa Ana                   |
| 031025 | Santa Elena                 |